# Zakspeed

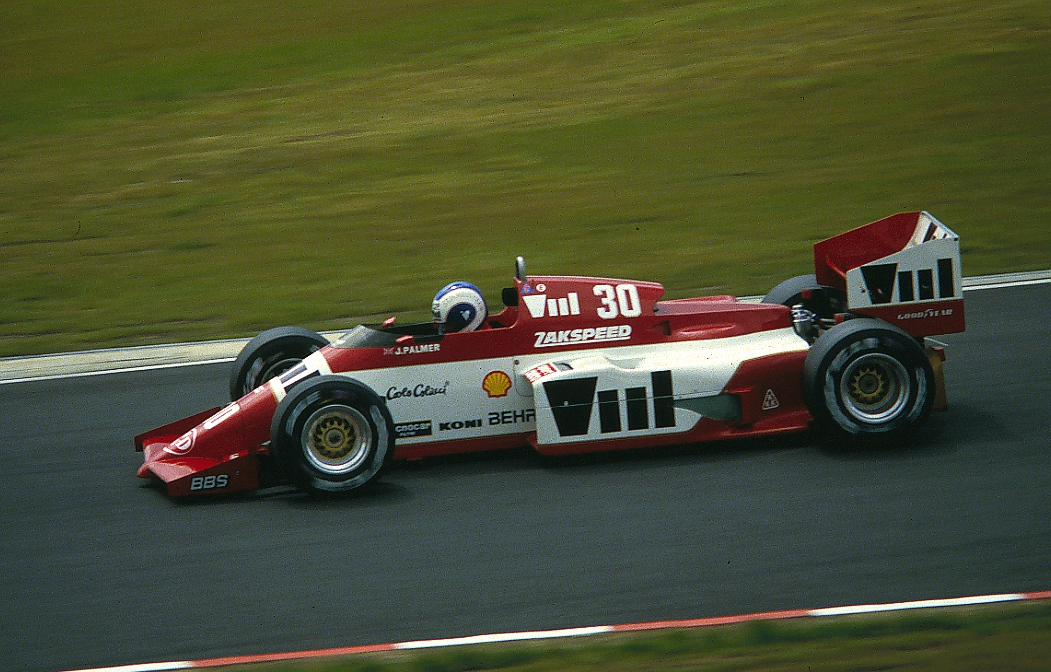
Jonathan Palmer za kierownicą bolidu Zakspeed 841 w 1985 roku

Zakspeed – niemiecki zespół wyścigowy startujący m.in. w Formule 1 oraz DTM, założony przez Ericha Zakowskiego w 1968 roku, a obecnie prowadzony przez jego syna Petera Zachowskiego.

## Historia
Pod koniec lat 70. samochody Zakspeed zaczęły pojawiać się w niższych seriach, by od 1982 startować w Formule 3000 i prestiżowych wyścigach w Brands Hatch. W drużynowym (czteroosobowym) wyścigu na 1000 km na angielskim torze w 1983 zespół w składzie: Klaus Ludwig, Marc Surer, Manfred Winkelhock i Jonathan Palmer zajął 4. miejsce, a w roku 1984 Klaus Niedzwiedz został mistrzem niemieckiej Interserie w barwach tej stajni. Sukcesy te sprawiły, że od 1985 zespół mógł startować w Formule 1.
Jako konstruktor Formuły 1 Zakspeed nie odniósł sukcesów. Tylko raz zdobył punkty: w sezonie 1987 dwa za 5. miejsce wywalczył Martin Brundle. W 1989 zespół wycofał się z tej serii. Łącznie wystartowali w 74 wyścigach, ale do części się nie zakwalifikowali, a większości nie ukończyli.
Od 1990 roku zespół skupił się na startach w niemieckiej serii DTM, a od 1998 także wyścigi FIA GT Championship.
W 2008 roku Zakspeed wystawiał dwa samochody w nowej serii wyścigowej Superleague Formula dla zespołów Borussii Dortmund i Beijing Guo’an (który zdobył tytuł mistrzowski).